# Mari Paz Sayago
María de la Paz Sayago (Sevilla, 3 de junio de 1972), conocida como Mari Paz Sayago, es una actriz española. Se graduó en Arte Dramático por el Centro Andaluz de Teatro (CAT) y completó sus estudios en París en la École Internationale de Théâtre Jacques Lecoq. Interpretó el papel de Dolores, en la serie Allí abajo.

## Filmografía

### Cine
- Te estoy amando locamente (2023)
- El mundo es vuestro (2022)
- Mamá o papá (2021)
- Sin fin (2018)
- El mundo es suyo (2018)
- Es por tu bien (2017)
- Kiki, el amor se hace (2016)
- Carmina y amén (2014)
- ¿Quién mató a Bambi? (2013)
- The extraordinary tale of the times table (2013)
- Carmina o revienta (2012)
- El mundo es nuestro (2012)

### Televisión
| Año       | Título                     | Personajes            | Notas                               |
| --------- | -------------------------- | --------------------- | ----------------------------------- |
| 2010      | Aída                       |                       | 1 episodio                          |
| 2015-2019 | Allí Abajo                 | Dolores Ocaña Montoro | 69 episodios                        |
| 2021      | La Templanza               | Tía Margot            | 3 episodios                         |
| 2021      | Los protegidos: El regreso | Blanca                | 4 episodios                         |
| 2022      | Madres. Amor y vida        | Vera                  | 1 episodio                          |
| 2023      | Las noches de Tefía        | Obdulia María         | 1 episodio                          |
| 2023      | La mesías                  | Prudencia (Pruden)    | Episodio 4                          |
| 2024      | Valle salvaje              | Isabel                | Episodio 1 ~ Actualmente en emisión |